# Rio Bojana
O rio Bojana (cirílico montenegrino: Бојана), também conhecido como Buna (em albanês: Bunë), é um rio com 40 km de extensão localizado em Albânia e Montenegro que deságua no Mar Adriático.

## Nome
O nome albanês moderno do rio é derivado do ilírio Barbanna e segue as regras fonéticas sonoras albanesas.

## História
O rio aparece como Fiume Boiana em um mapa da região de 1688, publicado por Vincenzo Coronelli. Naquela época, o rio não tinha nenhum afluente. A presença do rio Drin tendo sua própria foz no Mar Adriático no mapa sugere que o Drin não se juntou ao rio Buna até depois de 1688. Com o tempo, as frequentes mudanças em seu curso e níveis de água levaram à inundação de suas margens e das planícies ao redor. Tais ocorrências levaram à lenta decadência do Mosteiro dos Santos Sérgio e Baco, localizado na margem do rio.

## Curso
O rio costumava ser mais longo, mas devido ao aumento do nível do Lago Skadar, a parte mais alta do rio agora está abaixo da superfície do lago. O rio flui inicialmente para o leste, mas depois de apenas alguns quilômetros chega à cidade de Shkodër e vira para o sul. Na periferia sul da cidade, o rio recebe seu afluente mais importante, o Great Drin, a maior parte do qual se tornou seu tributário após mudar de curso durante uma enchente em 1858 e agora traz mais água (352 m³/s) do que o próprio Buna (320 m³/s). Depois de contornar o Pico de Tarabosh, passa pelas aldeias de Zues, Bërdicë, Darragjat, Oblikë, Obot, Shirq, Dajç e Goricë.
Em sua foz no mar Adriático, o rio forma um pequeno delta com dois braços, o esquerdo formando a fronteira com a Albânia, e o direito, com a ilha entre os braços, sendo parte de Montenegro. A ilha é chamada de Ada Bojana (Ada, a palavra turca para "ilha", chegou à língua sérvia). Supõe-se que tenha sido formado em torno de um naufrágio no século XIX e agora cobre uma área de 6 km2 e é a maior ilha de Montenegro.
Outra ilha menor pertencia à Albânia e era chamada de Ilha Francisco José ou Ada Maior. A ilha era natural e recebia turistas com frequência, porém, nos últimos anos, a ilha desapareceu.

## Galeria

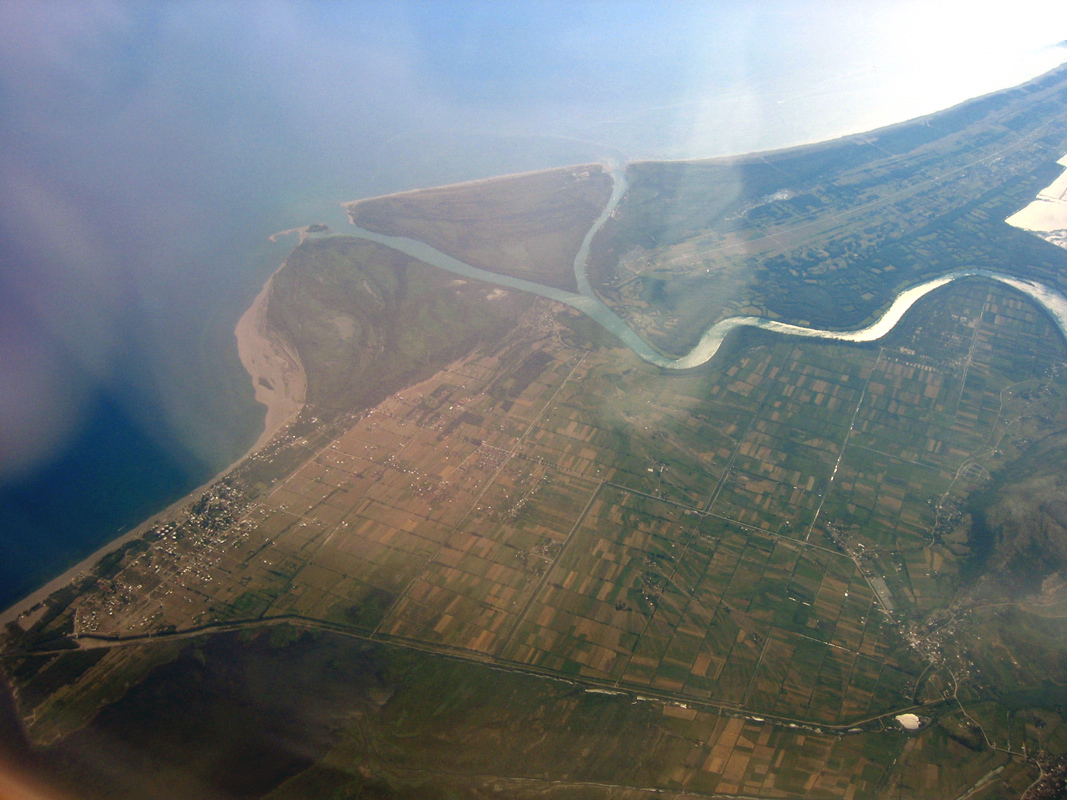
Vista aérea da foz e parte do mar Adriático
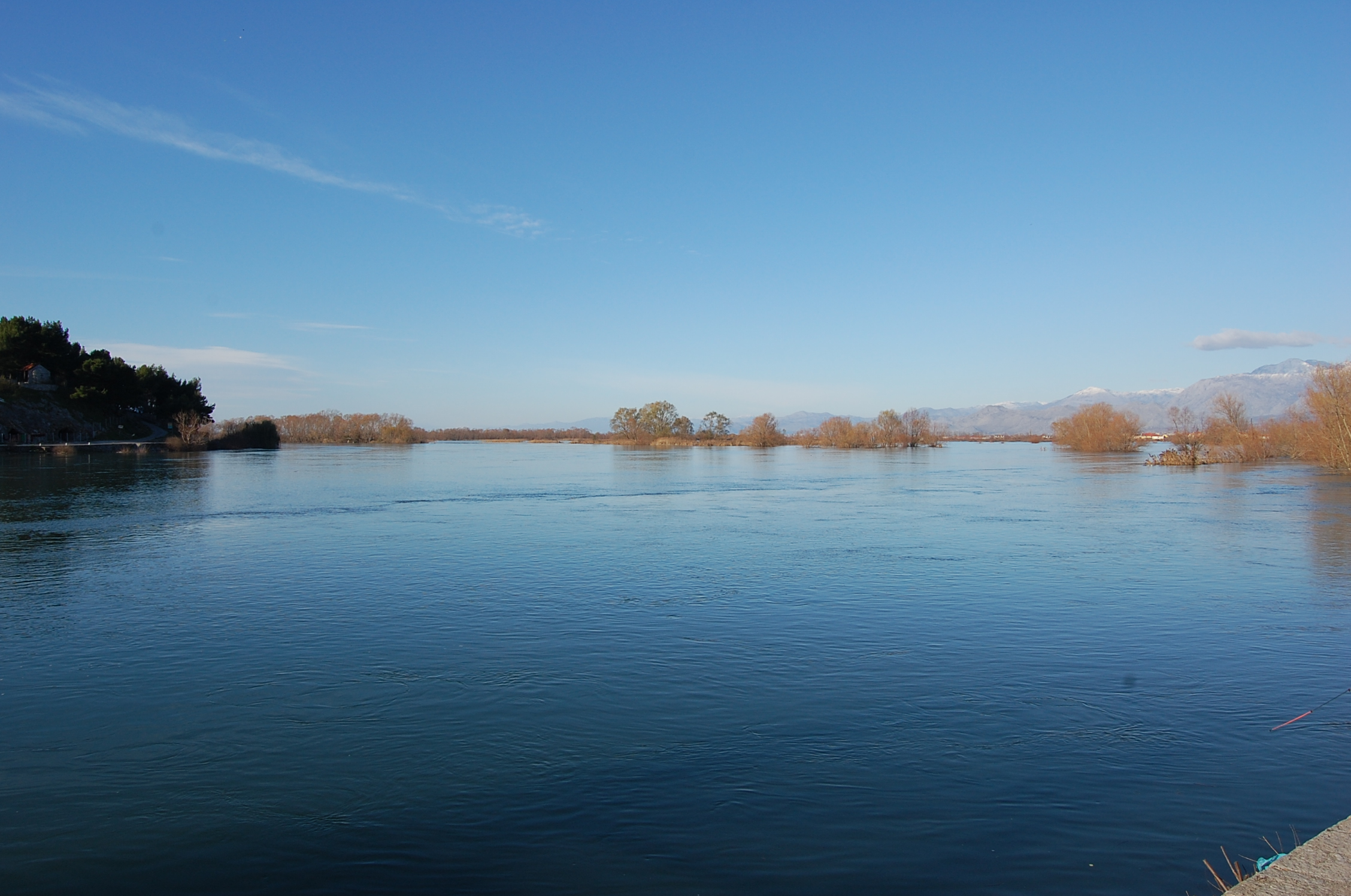
O rio Buna em Shkodër, Albânia